# Casino di Pio IV

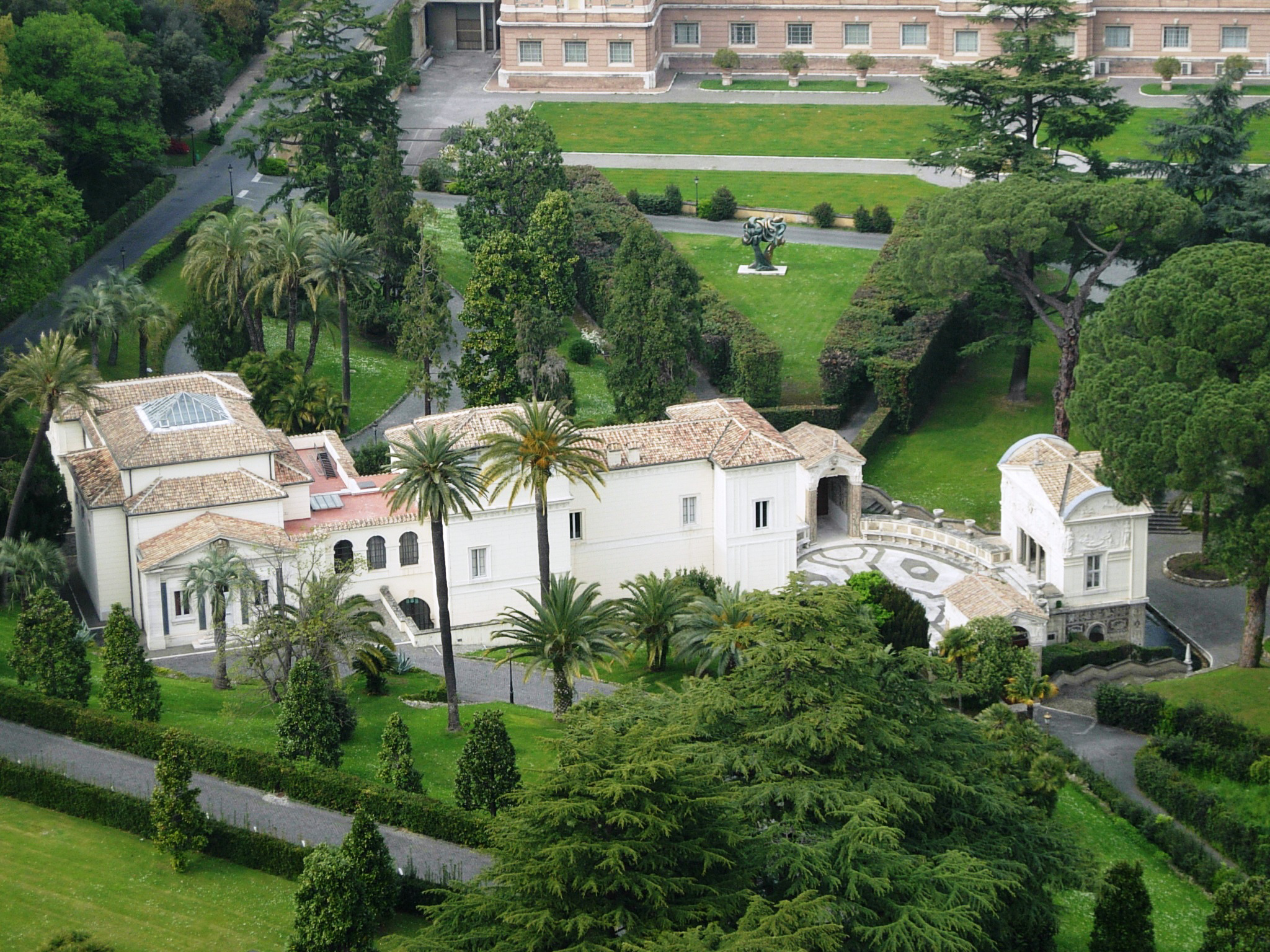
Vista da Casina a partir da cúpula da Basílica de São Pedro.

Casino di Pio IV, conhecida também como Villa Pia ou Casina di Pio IV, é um palacete localizado no interior dos Jardins do Vaticano e que serve como sede da Pontifícia Academia das Ciências (em italiano:  Pontificia Accademia delle Scienze) e da Pontifícia Academia das Ciências Sociais (em italiano:  Pontificia Accademia delle Scienze Sociali).

## História e descrição
A ideia de construir um pequeno palacete na encosta do monte Vaticano é do papa Paulo IV, que não gostava do vizinho Casino di Belvedere apesar de sua posição privilegiada, provavelmente porque ali estavam abrigadas muitas esculturas antigas que ele considerava como símbolos do mundo pagão. Seu estilo de vida era muito austero e ele queria um pequeno palácio onde pudesse meditar. A construção começou em 1558, mas seu projeto inicial acabou sendo radicalmente alterado pelo papa Pio IV, seu sucessor. Ele era um crente fervoroso, mas, ao mesmo tempo, um homem de grande erudição, o que, na época, significava uma pessoa bem educada na cultura clássica. Pirro Ligorio, o arquiteto encarregado da obra, era também um estudioso das antiguidades romanas, responsável pelas primeiras escavações na Villa Adriana e pelo projeto da Villa d'Este. Os dois projetaram, com a ajuda de Giovanni Sallustio Peruzzi (filho do mais famoso Baldassarre Peruzzi), uma decoração extremamente elaborada para a Casina, o que acabou influenciando edifícios posteriores, como a Villa Medici e a Villa Borghese. O resultado foi um edifício de estilo maneirista, decorado com estátuas modernas e antigas, esculturas e pinturas.
A estrutura é composta por dois edifícios distintos: o primeiro, de frente para o Palácio Apostólico, é uma espécie de ninfeu com uma fonte na frente decorada com mosaicos, nichos com estátuas e relevos antigos (Fontana della Peschiera) e com uma lógia dórica aberta na parte superior. O edifício maior, de frente para uma praça oval murada e decorada com uma fonte, mosaicos no pavimento e dois pavilhões laterais com portais de entrada, apresenta uma fachada decorada por estuques ornamentais com figuras modernas e antigas segundo um estilo copiado logo depois na fachada interna da Villa Medici. No interior estão afrescos de Federico Barocci, Santi di Tito e Federico Zuccari.

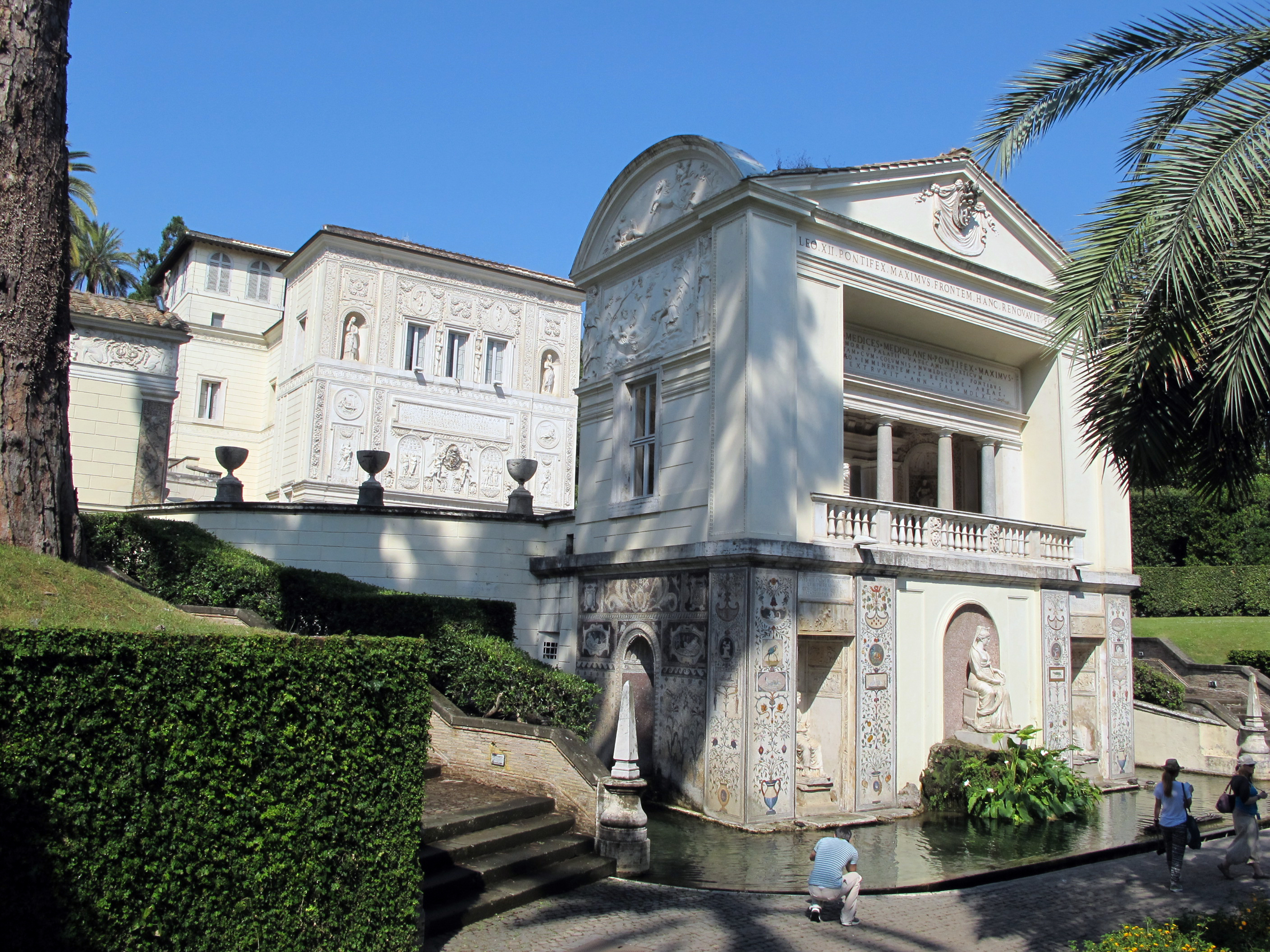
Vista da Fontana delle Peschiera em primeiro plano e o edifício principal no fundo.

Pio IV queria transmitir conceitos cristãos através de símbolos tomados do mundo antigo. Ele morreu em 1565 e, em 1577, o cardeal Carlos Borromeo, seu sobrinho, publicou recomendações sobre a construção e decoração de igrejas e edifícios religiosos que reforçavam a importância de transmitir conceitos cristãos através da representação de eventos das Sagradas Escrituras e dos relatos de martírios. A sofisticada abordagem seguida por Pio IV foi abandonada. Por isso, muitos dos relevos e estátuas que decoram a Casina não parecem ter um significado religioso, apesar de ser este o objetivo original de Pio IV. A referência à água é um tema predominante na decoração: mares, rios, peixes e outras criaturas marítimas estão representadas em relevos em estuque e em estátuas; o Oceano, riachos e a Água como um dos quatro elementos tinham significados que foram absorvidos pela tradição do cristianismo primitivo e que Pio IV e Pirro Ligorio queriam reavivar. Ali o papa passou muitas noites de verão com filósofos e artistas discutindo poesia e teologia. O programa iconográfico resultante, rico e algo obscuro, sobre a eficácia do batismo, a primazia do papado e os bem-vindos poderes punitivos da Igreja, parece ter sido pensado por Borromeo como decoração para um edifício que seria a sede para a academia que ele fundou em 20 de abril de 1562, a Accademia Noctes Vaticanae. Graham Smith sugere que a iconografia inter-relacionada no interior foi inspirada pelo cardeal Marcantonio da Mula.
Com a mudança da residência papal para o Palazzo del Quirinale, a Casina perdeu importância, o que ajudou na sua preservação: os sucessores de Pio IV não quiseram modificar o edifício original e sua decoração. Em 1870, logo depois da captura de Roma, nem todos os membros da Accademia dei Lincei reconheceram o novo governo e os dissidentes passaram a se reunir na Casina di Pio IV, formando o embrião da moderna Pontifícia Academia das Ciências, cuja sede foi oficialmente transferida para lá em 1936 pelo papa Pio XI, seu fundador.